# Doctor in the House (serial telewizyjny)
Doctor in the House – brytyjski serial komediowy emitowany po raz pierwszy w latach 1969–1970 na antenie regionalnych stacji komercyjnych wchodzących w skład systemu ITV. Rolę producenta pełniła London Weekend Television, jedna z dwóch londyńskich stacji ITV. Zrealizowano 26 odcinków podzielonych na dwie serie.

## Fabuła i obsada
Miejscem akcji serialu jest fikcyjny Szpital św. Swituna, mający status polikliniki i prowadzący kształcenie młodych adeptów sztuki lekarskiej. Kolejne odcinki prezentują rozmaite przygody, jakie ich spotykają podczas studiów. W ostatnim odcinku zdają już oni egzaminy końcowe.

### Główni bohaterowie
- Michael Upton (Barry Evans) – główny bohater serialu, nieśmiały młodzieniec z dobrego domu. Na studia medyczne poszedł zgodnie z wolą swojego ojca, samemu będącego wychowankiem tej samej kliniki. Jest bardzo dobrze ułożony i uprzejmy, ale raczej niezdarny, a do tego zupełnie bezradny w kontaktach z płcią przeciwną. Z czasem Upton staje się jednym z lepszych studentów, traktowanym przez władze uczelni jako prymus i osoba godna szczególnego zaufania. Z kolei koledzy z roku pomagają mu odkryć w sobie trochę mniej grzeczne oblicze.
- Duncan Waring (Robin Nedwell) – najlepszy przyjaciel Uptona, z którym poznają się na samym początku studiów. Podobnie jak Michael, Duncan nie cieszy się powodzeniem wśród dziewcząt, choć bardzo stara się to zmienić. Niekiedy robi koledze niezbyt mądre dowcipy, ale tak naprawdę bardzo o niego dba i pomaga mu przezwyciężać rozmaite trudności.
- Dick Stuart-Clark (Geoffrey Davies) – student starszy od Uptona i Waringa o kilka lat, a mimo to studiujący z nimi na jednym roku. Dick znakomicie zna wykładany na uczelni materiał i z powodzeniem mógłby już zostać lekarzem, lecz celowo oblewa egzaminy. Robi tak ze względu na zapis w testamencie jego babci, która przyznała mu wysokie prywatne stypendium, wypłacane jednakże tylko do końca studiów. Korzystając z jej pieniędzy, Dick chodzi w drogich garniturach i wiedzie życie dżentelmena z wyższych sfer.

### Pozostała stała obsada
- George Layton jako Paul Collier
- Simon Cuff jako Dave Briddock
- Yutte Stensgaard jako Helga
- Martin Shaw jako Huw Evans (tylko seria 1)
- Jonathan Lynn jako Daniel Hooley (tylko seria 2)
- Ernest Clark jako profesor Loftus
- Ralph Michael jako dziekan
- Joan Benham jako pani Loftus
- Peter Bathurst jako dr Upton, ojciec Michaela

### Odcinki
W kolumnie „Scenariusz” podano autorów scenariuszy telewizyjnych poszczególnych odcinków. Należy jednak pamiętać, że cały serial jest adaptacją książki Richarda Gordona.

#### Seria 1
| 1 | 1  | Why Do You Want to Be a Doctor?         | John Cleese, Graham Chapman | 12 lipca 1969       |
| Michael Upton odbywa rozmowę kwalifikacyjną na studia medyczne, a po jej pomyślnym przejściu poznaje kolegów z roku. |    |                                         |                             |                     |
| 2 | 2  | Settling In                             | Graeme Garden, Bill Oddie   | 19 lipca 1969       |
| Upton wprowadza się do swojego pokoju w przyszpitalnym akademiku i poznaje kolejnych kolegów. Kupuje też od nich książki i inne materiały niezbędne na studiach medycznych, jak plastikowy szkielet.                                                                                            |    |                                         |                             |                     |
| 3 | 3  | It’s All Go...                          | Graeme Garden, Bill Oddie   | 26 lipca 1969       |
| Upton i Waring podejmują pierwszą próbę zdania egzaminu u budzącego postrach profesora Loftusa, ale wypadają tragicznie. Smutek topią w alkoholu w pobliskim pubie, a następnie wracają w stanie mocno nietrzeźwym na następne zajęcia.                                                         |    |                                         |                             |                     |
| 4 | 4  | Peace and Quiet                         | Graeme Garden, Bill Oddie   | 2 sierpnia 1969     |
| Zmęczony hałasem Upton postanawia opuścić akademik i znaleźć stancję na mieście. Poszukiwania obfitują jednak w niemiłe niespodzianki. |    |                                         |                             |                     |
| 5 | 5  | The Students Are Revolting!             | Graeme Garden, Bill Oddie   | 9 sierpnia 1969     |
| Głównym wątkiem odcinka są protesty studenckie, które docierają również do Szpitala św. Swituna. Choć ani studenci medycyny, ani tym bardziej ich profesorowie, nie zamierzają przyłączać się do młodzieżowej rewolty, wydarzenia wymykają się spod ich kontroli.                               |    |                                         |                             |                     |
| 6 | 6  | Rallying Round...                       | Graeme Garden, Bill Oddie   | 16 sierpnia 1969    |
| Upton daje się namówić na udział w szalonej wycieczce sportowymi samochodami, w czasie której nieoczekiwanie zostaje poproszony o pilne odebranie porodu. |    |                                         |                             |                     |
| 7 | 7  | If in Doubt - Cut It Out!               | Graeme Garden, Bill Oddie   | 23 sierpnia 1969    |
| Studenci nudzą się na wykładzie fajtłapowatego wykładowcy chirurgii, poświęconym operacji wycięcia wyrostka robaczkowego. Wkrótce później Upton sam musi poddać się takiej operacji i z przerażeniem odkrywa, że zabieg ma przeprowadzić ten właśnie wykładowca.                                |    |                                         |                             |                     |
| 8 | 8  | The War of the Mascots                  | Graham Chapman, Barry Cryer | 30 sierpnia 1969    |
| Odcinek ukazuje potyczki między studentami polikliniki św. Swituna oraz ich kolegami z konkurencyjnej szkoły medycznej, którzy, nie przebierając w środkach, wykradają sobie nawzajem maskotki swoich drużyn w rugby. Czyn taki stanowi dla okradzionych najgorszą zniewagę, wymagającą zemsty. |    |                                         |                             |                     |
| 9 | 9  | Getting the Bird                        | Graeme Garden, Bill Oddie   | 6 września 1969     |
| Odcinek opowiada o niełatwych relacjach damsko-męskich między studentami medycyny a dziewczynami z pobliskiej szkoły pielęgniarskiej. |    |                                         |                             |                     |
| 10 | 10 | The Rocky Mountain Spotted Fever Casino | Graeme Garden, Bill Oddie   | 13 września 1969    |
| Studenci wkraczają w świat hazardu, co szybko naraża ich na kontakt z miejscowymi gangsterami. |    |                                         |                             |                     |
| 11 | 11 | Keep It Clean!                          | Graeme Garden, Bill Oddie   | 19 września 1969    |
| Zgodnie z długoletnią tradycją szpitala, studenci muszą przygotować lekkie przedstawienie, mające umilić pacjentom czas leczenia. Władze placówki oczekują jednak, że spektakl będzie na poziomie i nie przyniesie im wstydu.                                                                   |    |                                         |                             |                     |
| 12 | 12 | All for Love...                         | Graeme Garden, Bill Oddie   | 26 września 1969    |
| Upton szaleńczo zakochuje się w atrakcyjnej dziewczynie. Wkrótce odkrywa jednak, że jej ojcem jest profesor Loftus. |    |                                         |                             |                     |
| 13 | 13 | Pass or Fail                            | Graham Chapman, Barry Cryer | 3 października 1969 |
| Czas mija studentom miło na zabawach i rozrywkach, aż tu nagle odkrywają, że do sesji egzaminacyjnej pozostały jeszcze tylko dwa tygodnie. |    |                                         |                             |                     |

#### Seria 2
| 14 | 1  | It’s All in the Little Blue Book  | Graeme Garden, Bill Oddie | 10 kwietnia 1970 |
| Studenci rozpoczynają drugi rok kształcenia, w czasie którego będą mieli więcej niż dotąd kontaktu z pacjentami. Już na pierwszym wykładzie nieśmiały Upton otrzymuje zadanie ponad jego siły - w obecności całej grupy ma zbadać pierś atrakcyjnej, młodej dziewczyny.                                               |    |                                   |                           |                  |
| 15 | 2  | What Seems to Be the Trouble?     | Graeme Garden, Bill Oddie | 17 kwietnia 1970 |
| W ramach kolejnych zajęć praktycznych, studenci trafiają na oddział szpitala, gdzie uczą się stawiania diagnozy. Każdemu zostaje przydzielony pacjent oraz zadanie, aby ustalić, co mu dolega. Jako pacjenci gościnnie wystąpili David Jason i James Beck, będący wówczas gwiazdami brytyjskiej komedii telewizyjnej. |    |                                   |                           |                  |
| 16 | 4  | Take Off Your Clothes... and Hide | Graeme Garden, Bill Oddie | 24 kwietnia 1970 |
| Chłopaki odwiedzają klub ze striptizem. W czasie pokazu jedna z tancerek upada i trafia do szpitala bohaterów, gdzie jedni próbują ją poderwać, a inni namówić do porzucenia tego wątpliwego moralnie zajęcia. |    |                                   |                           |                  |
| 17 | 5  | Nice Bodywork - Lovely Finish     | Graeme Garden, Bill Oddie | 1 maja 1970      |
| Samochód mający zawieść studentów na mecz rugby zostaje pomylony z wyglądającym podobnie pojazdem firmy pogrzebowej. W efekcie chłopaki odkrywają w swoim aucie nieoczekiwany ładunek w postaci trumny z ciałem. |    |                                   |                           |                  |
| 18 | 6  | Look Into My Eyes                 | Graeme Garden, Bill Oddie | 8 maja 1970      |
| Odcinek poświęcony jest perypetiom, jakich studenci doświadczają w związki z zajęciami na temat hipnozy. |    |                                   |                           |                  |
| 19 | 7  | Put Your Hand on That             | Graeme Garden, Bill Oddie | 15 maja 1970     |
| Upton i Waring odbywają dwutygodniowy staż na oddziale chirurgii urazowej. Nie mogą jeszcze sami operować, ale mają asystować starszym kolegom. Upton nieoczekiwanie odkrywa jednak w sobie paniczny lęk przed krwią.                                                                                                 |    |                                   |                           |                  |
| 20 | 7  | The Royal Visit                   | Graeme Garden, Bill Oddie | 22 maja 1970     |
| Zgodnie z brytyjskim zwyczajem, otwarcie nowej części szpitala mają uświetnić swoją obecnością członkowie rodziny królewskiej. W imieniu studentów przemawiać ma Upton. Wśród jego kolegów znajdują się jednak anarchiści, którzy chcą ośmieszyć całą tę podniosłą ceremonię.                                         |    |                                   |                           |                  |
| 21 | 8  | If You Can Help Somebody - Don’t! | Graeme Garden, Bill Oddie | 29 maja 1970     |
| Uptonowi jest szkoda samotnej staruszki, która próbuje jak najdłużej zostać w szpitalu, lecz profesor Loftus uznaje ją za zdrową i nakazuje jej wypisanie. Wkrótce okaże się jednak, że kobieta tylko pozornie jest skrzywdzoną przez los babcią.                                                                     |    |                                   |                           |                  |
| 22 | 9  | Hot Off the Presses               | Graeme Garden, Bill Oddie | 5 czerwca 1970   |
| Upton zostaje redaktorem naczelnym podupadłej gazety uczelnianej i otrzymuje zadanie przywrócenia jej popularności. Z pomocą kolegów szybko osiąga ten cel, tyle że poprzez publikację treści, które wywołują oburzenie władz uczelni.                                                                                |    |                                   |                           |                  |
| 23 | 10 | A Stitch in Time                  | Graeme Garden, Bill Oddie | 12 czerwca 1970  |
| Upton i Waring odbywają kolejny staż, tym razem na izbie przyjęć. Już pierwsza noc okazuje się bardzo trudną, bowiem ich pacjentami zostają zarówno groźny przestępca, jak i ich wykładowca, profesor Loftus. |    |                                   |                           |                  |
| 24 | 11 | May the Best Man...               | Graeme Garden, Bill Oddie | 19 czerwca 1970  |
| Michael i jego kolega z roku Danny, znany ze swego nieokrzesania i brutalności, rywalizują o względy tej samej dziewczyny, atrakcyjnej laborantki. Początkowo starają się traktować nawzajem z szacunkiem, ale emocje szybko biorą górę.                                                                              |    |                                   |                           |                  |
| 25 | 12 | Doctor on the Box                 | Graeme Garden, Bill Oddie | 26 czerwca 1970  |
| W szpitalu realizowany jest reportaż telewizyjny o życiu na uczelniach medycznych. Studenci i kadra nie wiedzą jednak, że przygotowujący go redaktor ma z góry założoną tezę. |    |                                   |                           |                  |
| 26 | 13 | Finals                            | Graeme Garden, Bill Oddie | 3 lipca 1970     |
| W szpitalu trwają egzaminy końcowe, mające zadecydować o przyznaniu głównym bohaterom prawa wykonywania zawodu lekarza. Wszyscy walczą z morderczym stresem i zmęczeniem, niektórzy w wyjątkowo niefortunny sposób.                                                                                                   |    |                                   |                           |                  |

## Produkcja
Doctor in the House był pierwszym z siedmiu powiązanych ze sobą fabularnie i obsadowo seriali, stanowiących ekranizacje popularnych książek z cyklu Doctor autorstwa brytyjskiego pisarza Richarda Gordona. Wcześniej zrealizowano cykl siedmiu filmów kinowych opartych na tej serii, z których pierwszy również nosił tytuł Doctor in the House, jednak, poza wspólnym materiałem literackim, nie były one powiązane z serialami w żaden sposób. Głównymi scenarzystami wersji telewizyjnej byli Bill Oddie i Graeme Garden, znani jako członkowie grupy komediowej The Goodies. Przy scenariuszach wybranych odcinków pierwszej serii pracowali również John Cleese, Graham Chapman i Barry Cryer.
Kolejną odsłoną cyklu był serial Doctor at Large, emitowany w 1971 roku i ukazujący początki kariery bohaterów jako młodych lekarzy.